# Епархия Хо
 Епархия Хо (лат.  Dioecesis Hoënsis) — епархия Римско-Католической Церкви c центром в городе Хо, Гана. Епархия Хо входит в архиепархию Аккры.

## История
19 декабря 1994 года Святой Престол учредил епархию Хо, выделив её из епархии Кета-Акатси.

## Ординарии епархии
- епископ Francis Anani Kofi Lodonu (19.12.1994 — по настоящее время)

## Источник
- Annuario Pontificio, Ватикан, 2005